# Psilotum nudum
Psilotum nudum is een varen uit de familie Psilotaceae met een pantropische verspreiding. Een relictpopulatie van de soort te vinden is in Spanje.
Het is een zeer primitieve varen zonder echte wortels, die afstamt van voorouders die wel wortels bezaten. Het is dus niet duidelijk of zij als voorouders van de modernere vaatplanten beschouwd mogen worden, dan wel als een doodlopende tak van de evolutionaire boom.

## Naamgeving enetymologie
- Synoniem: Lycopodium nudum L. (1753)
- Engels: Whisk fern

De botanische naam Psilotum is afgeleid van het Oudgriekse ψιλός, psilos (naakt), naar de afwezigheid van allerlei organen die bij andere varens wel voorkomen. De soortaanduiding nudum is afkomstig van het Latijnse nudus (naakt), met dezelfde betekenis.

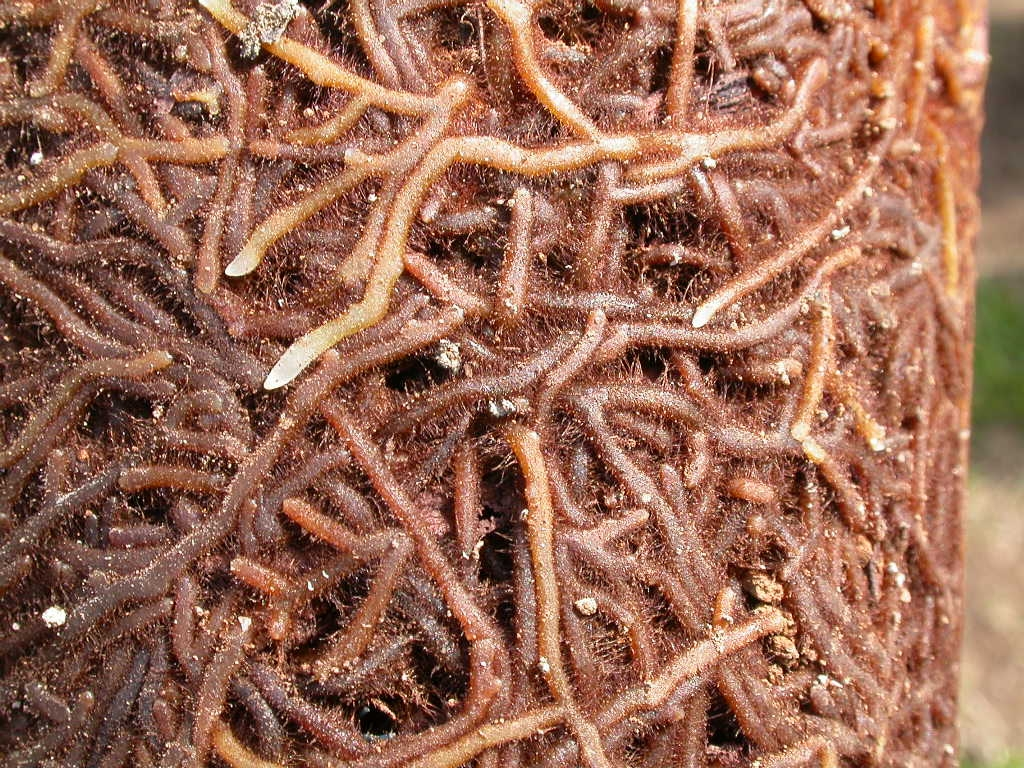
detail van de rizomen

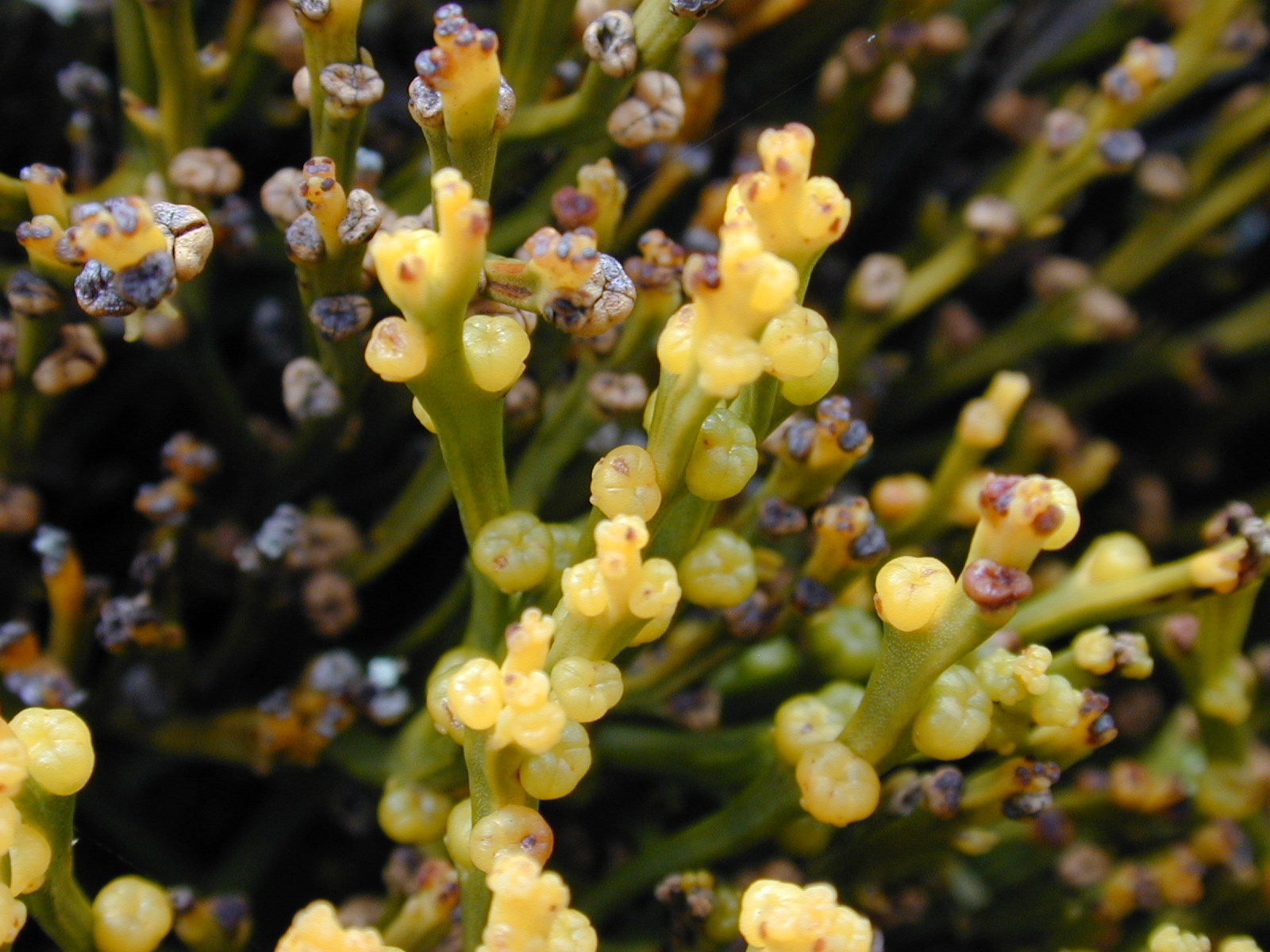
detail van de stengel met de gefuseerde sporendoosjes (synangia)

## Kenmerken
De sporendragende plant of sporofyt is een middelgrote epifytische of terrestrische, tot 50 cm hoge plant met y-vormig vertakte, tot 4 mm dikke groene stengels. Ze hebben geen echte wortels, maar fijn vertakte ondergrondse stengels of rizoïden, die water en voedselstoffen opnemen met behulp van een mycorrhiza, een symbiose van wortels en schimmels. Ze bezitten ook geen echte bladeren, maar enaties, kleine, tot 2,5 mm lange schubachtige structuren zonder nerven.
De sporendoosjes of sporangia zijn geel of geelgroen, bolvormig, tot 3 mm diameter, en staan in groepjes van twee of drie in de vorken van de stengel, gefuseerd in een 'synangium'. De sporen zijn micoscopisch klein, niervormig en voorzien van een dik tapetum, dat de ontwikkelende spore van voedsel voorziet. Zodra de synangia rijp zijn, worden de sporen vrijgegeven en verspreid door de wind.
De gametofyten groeien ondergronds, zijn eveneens mycoheterotroof, en lijken op een stukje van de sporofyt, maar produceren antheridia en archegonia.

## Habitaten verspreiding
Psilotum nudum is een epifytische of terrestrische plant die voorkomt in zeer gevarieerde biotopen, zoals lichte bossen, moerassen en rotsige hellingen.
De soort kent een pantropische verspreiding (tropisch Midden- en Zuid-Amerika, Afrika en Azië), maar is ook te vinden in subtropische streken over de hele wereld zoals het zuiden van de Verenigde Staten. In Europa komt een kleine relictpopulatie voor in het natuurgebied Los Alcornocales in Cádiz, het uiterste zuiden van Spanje.

## Gebruik door de mens
Vooral in Japan is de plant populair als sierplant en zijn er talrijke cultivars van gekweekt. Ook in België en Nederland wordt de soort gekweekt of duikt hij soms spontaan op in serres tussen geïmporteerde planten.
Verder werd de plant in het verleden wel gebruikt als bezem.
Geslacht: Psilotum

Soorten: P. complanatum · P. nudum · P. ×intermedium

Geslacht: Tmesipteris

Soorten: T. elongata · T. lanceolata · T. norfolkensis · T. obliqua · T. oblongifolia · T. ovata · T. parva · T. sigmatifolia · T. solomonensis · T. tannensis · T. truncata · T. vanuatensis · T. vieillardii